# Eudiocrinus tenuissimus
Eudiocrinus tenuissimus is een haarster uit de familie Eudiocrinidae.
De wetenschappelijke naam van de soort werd in 1940 gepubliceerd door Torsten Gislén.